# Dogliani
Dogliani (piemontiul: Dojan) település Olaszországban, Piemont régióban, Cuneo megyében. Lakosainak száma 4603 fő (2023. január 1.). Dogliani Bonvicino, Bossolasco, Cissone, Lequio Tanaro, Monchiero, Roddino, Somano, Belvedere Langhe, Farigliano és Monforte d’Alba községekkel határos.

## Népesség
A település lakossága az elmúlt években az alábbi módon változott:
| Lakosok száma | 4793 | 4729 | 4603 |
|               | 2017 | 2018 | 2023 |